# Wedendorfersee
Wedendorfersee település Németországban, Mecklenburg-Elő-Pomeránia tartományban. Lakosainak száma 706 fő (2023. december 31.).  2011. július 1-jén jött létre Wedendorf és Kochenelstorf települések egyesülésével.

## Népesség
A település népességének változása:
| Lakosok száma | 657  | 648  | 646  | 634  | 650  | 652  | 678  | 706  | 706  |
|               | 2011 | 2012 | 2013 | 2014 | 2017 | 2019 | 2021 | 2022 | 2023 |